# Gilla-knapp

Symbolen för Facebooks gilla-knapp.

Gilla-knapp eller like-knapp är en funktion på digitala plattformar, ofta på sociala nätverk, som användare kan använda för att uttrycka att något, t.ex. ett inlägg, en länk eller en bild, är positivt. Ofta visas även hur många och vilka användare som har tryckt på knappen. Vissa webbsidor har även ett alternativ med en ogilla-knapp som användarna kan använda för att uttrycka sitt ogillande över något. Knappen har blivit ett sätt att få innehåll att sprida sig och locka så många användare som möjligt att se ett visst inlägg.
Gilla-knappen introducerades i oktober 2007 på webbsidan Friendsfeed, men det var när Facebook presenterade samma funktion i februari 2009 som den slog igenom på bred front. Funktionen föreslogs redan 2007 på Facebook, då med namnet "awesome button" och grundaren Mark Zuckerberg var inledningsvis skeptisk till förslaget men lät sig sedan övertygas. Knappen är formgiven som en hand som ger tummen upp. Den 24 februari 2016 utökade Facebook knappen med ytterligare val, användarna kan nu uttrycka "kärlek", ”wow”, ”haha”, "ledsen" och "arg" med knappen.
Funktionen finns numera på de flesta stora tjänster som Instagram, Youtube, Tinder, Twitter och Linkedin. År 2016 användes gilla-knappen på Facebook 4 miljoner gånger i minuten, det vill säga 250 miljoner gånger på en timme. På Instagram var motsvarande siffra 1,7 miljoner gillade bilder i minuten, alltså över 100 miljoner klick varje timme.